# تقرير خاص عن الاحتباس الحراري عند 1.5 درجة مئوية
نُشر التقرير الخاص حول الاحتباس العالمي عند 1.5 درجة مئوية (إس آر 15) من قبل الهيئة الحكومية الدولية المعنية بتغير المناخ (آي بّي سي سي) في 8 أكتوبر 2018. التقرير، الذي حصل على الموافقة في إنتشون، كوريا الجنوبية، يتضمن أكثر من 6000 مرجع علمي، وأعده 91 مؤلفًا من 40 دولة. في ديسمبر 2015، دعا مؤتمر الأمم المتحدة للتغير المناخي لعام 2015 إلى إعداد التقرير. سُلم التقرير في الدورة 48 للأمم المتحدة للجنة الحكومية الدولية المعنية بتغير المناخ «لتقديم دليل علمي موثوق للحكومات» للتعامل مع تغير المناخ.
النتيجة الرئيسية التي توصل إليها هو أن تحقيق هدف 1.5 درجة مئوية (2.7 درجة فهرنهايت) أمر ممكن ولكنه يتطلب «إجراء تخفيضات عميقة في الانبعاثات» و «تغييرات سريعة بعيدة المدى وغير مسبوقة في جميع جوانب المجتمع». علاوة على ذلك، وجد التقرير أن «الحد من الاحتباس العالمي إلى 1.5 درجة مئوية مقارنة مع 2 درجة مئوية من شأنه أن يقلل من التأثيرات الصعبة على النظم البيئية، وصحة الإنسان، وعافيته» وأن زيادة درجة الحرارة بمقدار درجتين مئويتين ستؤدي إلى تفاقم الطقس المتطرف، وارتفاع مستويات البحار، وتناقص الجليد البحري في القطب الشمالي، وتبييض الشعب المرجانية، وفقدان النظم البيئية، من بين تأثيرات أخرى. يحتوي إس آر 15 أيضًا على نماذج تُظهر أنه لكي يقتصر الاحتباس العالمي على 1.5 درجة مئوية، «يجب أن تنخفض انبعاثات ثاني أكسيد الكربون العالمية التي تسبب فيها الإنسان، بنحو 45 بالمائة من مستويات عام 2010 في عام 2030، لتصل إلى صفر صافي بعام 2050.» كان الحد من الانبعاثات بحلول عام 2030 وما يرتبط به من تغييرات وتحديات، بما في ذلك إزالة الكربون السريع، محورًا رئيسيًا في كثير من التقارير التي تكررت عبر العالم.

## البيانات الرئيسية
من المرجح أن يرتفع الاحتباس العالمي إلى 1.5 درجة مئوية فوق مستويات ما قبل الصناعة بين عامي 2030 و 2052 إذا استمر الاحتباس في الزيادة بالمعدل الحالي. يوفر إس آر 15 ملخصًا، من ناحية، للبحوث الحالية حول تأثير ارتفاع الاحتباس الحراري إلى 1.5 درجة مئوية (ما يعادل 2.7 درجة فهرنهايت) على الكوكب، ومن ناحية أخرى، الخطوات اللازمة للحد من ظاهرة الاحتباس الحراري.
حتى مع افتراض التنفيذ الكامل للمساهمات المحددة الوطنية المشروطة وغير المشروطة المقدمة من الدول في اتفاقية باريس، فإن صافي الانبعاثات سيزداد مقارنة بعام 2010، ما يؤدي إلى ارتفاع درجة الحرارة حوالي ثلاث درجات مئوية بحلول عام 2100، وسيزيد من بعد ذلك. على النقيض من ذلك، فإن الحد من الاحتباس أقل من 1.5 درجة مئوية أو ما يقارب من ذلك يتطلب خفض صافي الانبعاثات بحوالي 45 بالمئة بحلول عام 2030 والوصول إلى الصفر الصافي بحلول عام 2050 (أي الحفاظ على إجمالي الانبعاثات التراكمية ضمن كمية الكربون). حتى لمجرد الحد من ظاهرة الاحتباس الحراري إلى أقل من 2 درجة مئوية، يجب أن تنخفض انبعاثات ثاني أكسيد الكربون بنسبة 25 بالمئة بحلول عام 2030 وبنسبة 100 بالمئة بحلول عام 2075.

المسارات (أي الفرضيات، وبدائل التخفيف) التي تسمح بهذا التخفيض بحلول عام 2050 تصف انتقالًا سريعًا نحو إنتاج الكهرباء من خلال طرق خفض الانبعاثات، وزيادة استخدام الكهرباء بدلًا من أنواع الوقود الأخرى في قطاعات مثل النقل. في المتوسط، المسارات التي تصف نسبة الطاقة الأولية التي تنتجها مصادر الطاقة المتجددة تزداد إلى 60 بالمئة، بينما تنخفض النسبة التي ينتجها الفحم إلى 5 بالمئة والنفط إلى 13 بالمئة. تصف معظم المسارات دورًا أكبر للطاقة النووية والتقاط الكربون وتخزينه، واستخدام أقل للغاز الطبيعي. كما أنهم يفترضون أنه يجب أن يُتخذ تدابير أخرى في وقت واحد: على سبيل المثال، يجب تقليل انبعاثات غير ثاني أكسيد الكربون (مثل الميثان، والكربون الأسود، وأكسيد النيتروز) بالمثل، وألا يتغير الطلب على الطاقة، أو ينخفض حتى نسبة 30 بالمئة أو يعوض بنسبة غير مسبوقة، بينما تسمح السياسات والأبحاث الجديدة بتحسين الكفاءة في الزراعة والصناعة.
تتطلب المسارات التي تحد من الاحتباس العالمي إلى 1.5 درجة مئوية مع عدم وجود تجاوز أو حد محدود تحولات سريعة وبعيدة المدى في الطاقة، والأرض، والعمران، والبنية التحتية (بما في ذلك النقل والمباني) والأنظمة الصناعية. هذه التحولات في الأنظمة غير مسبوقة من حيث الحجم، ولكن ليس بالضرورة من حيث السرعة، وتعني ضمنًا تخفيضات عميقة للانبعاثات في جميع القطاعات، ومجموعة واسعة من خيارات التخفيف من الانبعاثات وزيادة كبيرة في الاستثمارات في تلك الخيارات. جرت معدلات تغييرات النظام في الماضي ضمن قطاعات، وتقنيات، وبيئات مساحية محددة، ولكن لا توجد سابقة تاريخية موثقة لحجمها.

## تأثير الاحتباس بدرجة 1.5 أو 2 درجة مئوية
وفقًا للتقرير، مع ارتفاع درجة الاحتباس الحراري بمقدار 1.5 درجة مئوية، ستكون هناك مخاطر متزايدة على «الصحة، وسبل العيش، والأمن الغذائي، وإمدادات المياه، والأمن البشري، والنمو الاقتصادي.» وتشمل نواقل التأثير انخفاض غلة المحاصيل وجودتها الغذائية. تتأثر الثروة الحيوانية أيضًا بارتفاع درجات الحرارة من خلال «التغيرات في جودة العلف، وانتشار الأمراض، وتوافر الموارد المائية». «من المتوقع أن تزداد مخاطر بعض الأمراض المنقولة بالنواقل، مثل الملاريا وحمى الضنك». 
«الحد من الاحتباس العالمي إلى 1.5 درجة مئوية، مقارنة مع 2 درجة مئوية، يمكن أن يقلل من عدد الأشخاص المعرضين للمخاطر المتعلقة بالمناخ والمعرضين للفقر بما يصل إلى مئات الملايين بحلول عام 2050.» تعتمد المخاطر المرتبطة بالمناخ مع زيادة الاحتباس الحراري على الموقع الجغرافي، «مستويات التنمية وقابلية التأثر»، وسرعة ومدى التخفيف من آثار تغير المناخ وممارسات التكيف مع المناخ. على سبيل المثال، «تضخيم تأثير الجزر الحرارية الحضرية بموجات الحر في المدن». بشكل عام، «من المتوقع أن تشهد البلدان الواقعة في المناطق الاستوائية وشبه المدارية في نصف الكرة الجنوبي تأثير أكبر على النمو الاقتصادي».